# 曲锯鲨属
曲锯鲨属（学名：Campyloprion）是旋齿鲨科的一属。

## 下属物种
本属包括以下物种：
- Campyloprion annectans Eastman, 1902，石炭纪后期
- Campyloprion ivanovi (Karpinsky, 1922)，发现于俄国乌拉尔，石炭纪后期